# Ендру Четкути
Ендру Четкути (енгл. Andrew Chetcuti; Пјета, 19. новембар 1992) малтешки је пливач чија ужа специјалност су спринтерске трке слободним и делфин стилом. Вишеструки је национални првак и рекордер, двоструки учесник Олимпијских игара, учесник светских и европских првенстава и носилац заставе Малте на церемонији отварања ЛОИ 2016. у Рију. 

## Спортска каријера
Четкути је пливањем почео да тренира у Дубаију, у Уједињеним Арапским Емиратима, где се његова породица преселила три године након његовог рођења. Међународну пливачку каријеру је започео 2010. учешћем на Светском првенству у малим базенима чији домаћин је био управо град Дубаи. У лето наредне године по први пут је наступио и на Светском првенству у великим базенима које је те године одржано у Шангају. Након тог првенства одлази у Сједињене Државе на студије на Технолошком Универзитету Џорџије у Атланти.
Успео је да се квалификује за наступ на Летње олимпијске игре 2012. у Лондону, где је у квалификацијама трке на 100 слободно заузео 39. место у конкуренцији 56 пливача, а његов резултат од 51,67 с је уједно био и нови национални рекорд Малте. 
Такмичио се и на светским првенствима у Барселони 2013 (42. на 50 делфин и 50. на 100 слободно), Казању 2015 (46. на 50 слободно и 63. на 100 слободно) и Квангџуу 2019. где је заузео 56. место у квалификацијама трке на 50 слободно.
На свом другом наступу на Олимпијским играма, у Рију 2016. Четкути је носио заставу Малте током дефилеа нација на Свечаној церемонији отварања Игара. У Рију се такмичио у квалификацијама трке на 100 слободно које је окончао на 51. месту са временом од 51,37 секунди. 